# Cascine dei Passerini
Cascine dei Passerini è una frazione del comune lombardo di Terranova dei Passerini posta a sud dell'abitato.
Al censimento del 21 ottobre 2001 contava 54 abitanti.

## Geografia fisica
La località è sita a 64 metri sul livello del mare.

## Storia
La località è un piccolo borgo agricolo di antica origine. Nel 1751 venne registrata avente 280 abitanti.
In età napoleonica, dal 1809 al 1816, la cascina fu frazione di Terranova. Recuperò l'autonomia con la costituzione del Regno Lombardo-Veneto.
Nel 1837 il governo dell'imperatore Ferdinando I, allontanandosi dagli eccessi reazionari del suo paterno predecessore, riconobbe la razionalità dell'atto francese e deliberò la definitiva annessione a Terranova.